# Alicia González
Alicia González Blanco (Viella (Siero), 27 mei 1995) is een Spaanse wielrenster en veldrijdster. Vanaf 2025 rijdt ze voor Saint Michel-Preference Home-Auber93. Hiervoor reed ze zes jaar voor het Spaanse Movistar Team en vier jaar bij de Baskische ploeg Lointek. Haar zus Lucía González Blanco is ook wielrenster.
In 2017 werd González Blanco Spaans kampioene veldrijden. In het Spaans kampioenschap wielrennen op de weg behaalde ze in 2013 beide nationale titels bij de junioren en later bij de elite won ze brons in de tijdrit en in de wegwedstrijd. Tijdens de Europese kampioenschappen wielrennen 2017 werd ze zevende in de wegwedstrijd voor beloften.

## Palmares

### In het veld
González haalde haar beste internationale resultaten bij de beloften in 2016, met een 16e plek op de wereldkampioenschappen en een 15e plek op de Europese kampioenschappen.

#### Resultatentabel elite
| Seizoen   |    | WK | EK   | SK    |    | Klassementen | Klassementen | Klassementen | Klassementen |       | UCI- ranking |    | Podia | Podia | Podia | Aantal crossen |
| Seizoen   | WB | WK | EK   | SK    | SP | Trofee       | Copa         | Goud         | Zilver       | Brons | UCI- ranking |    |       |       |       | Aantal crossen |
| --------- | -- | -- | ---- | ----- | -- | ------------ | ------------ | ------------ | ------------ | ----- | ------------ | -- | ----- | ----- | ----- | -------------- |
| 2013-2014 |    | –  | –    | 7e    |    | –            | –            | –            |              |       | 243          |    | -     | -     | -     | 1              |
|           |    |    |      |       |    |              |              |              |              |       |              |    |       |       |       |                |
| 2015-2016 |    | –  | –    | Brons |    | –            | –            | –            |              |       | 69           |    | -     | -     | 2     | 10             |
| 2016-2017 | –  | –  | Goud | 51e   | –  | 49e          | ↑            | 48           | 1            | 1     | 4            | 14 |       |       |       |                |
| 2017-2018 | –  | –  | –    | –     | –  | –            | 11e          | 180          | -            | 1     | -            | 4  |       |       |       |                |
|           |    |    |      |       |    |              |              |              |              |       |              |    |       |       |       |                |
| 2021-2022 |    | –  | –    | –     |    | –            | –            | –            | 11e          |       | 186          |    | -     | -     | -     | 7              |
| 2022-2023 | –  | –  | 6e   | –     | –  | –            | 6e           | 134          | -            | -     | 1            | 10 |       |       |       |                |
| 2023-2024 | –  | –  | –    | –     | –  | –            | 5e           | 133          | -            | 2     | -            | 4  |       |       |       |                |
| 2024-2025 |    |    |      |       |    |              |              |              |              |       | 2            | 2  |       |       |       |                |
| Totaal    |    | –  | –    | 1     |    | –            | –            | –            | –            |       | –            |    | 1     | 4     | 9     | 52             |

### Mountainbike
2012
- Spaans kampioene XCO, junioren

### Op de weg
2013
- Spaans kampioene op de weg, junioren
- Spaans kampioene tijdrijden, junioren

2015
- Spaans kampioenschap op de weg, elite

2018
- Spaans kampioenschap tijdrijden, elite

#### Resultaten in voornaamste wedstrijden
| Jaar | Gent-Wevelgem | Ronde van Vlaanderen | Parijs-Roubaix | Amstel Gold Race | Luik-Bast.‑Luik | Strade Bianche | Classic Brugge-De Panne | Classic Lorient Agglomération |  | WK op de weg |
| ---- | ------------- | -------------------- | -------------- | ---------------- | --------------- | -------------- | ----------------------- | ----------------------------- |  | ------------ |
| 2014 |               | opgave               |                |                  |                 |                |                         | opgave                        |  |              |
| 2015 |               | opgave               |                |                  |                 |                |                         | 54e                           |  |              |
| 2016 |               | 94e                  |                |                  |                 |                |                         |                               |  | 65e          |
| 2017 |               | opgave               |                |                  |                 |                |                         | 47e                           |  | opgave       |
| 2018 | 45e           | 38e                  |                | 66e              | 46e             | 20e            | 26e                     | 47e                           |  | opgave       |
| 2019 | 59e           | 85e                  |                | opgave           |                 | 45e            |                         | 92e                           |  | opgave       |
| 2020 | 96e           | 75e                  |                |                  | opgave          | opgave         |                         | 9e                            |  | 97e          |
| 2021 | 111e          |                      |                |                  |                 |                | 61e                     |                               |  |              |
| 2022 | opgave        | 99e                  | buit.tijd      |                  |                 | 51e            | 34e                     | opgave                        |  |              |
| 2023 | opgave        |                      |                |                  |                 |                | 27e                     |                               |  |              |
| 2024 |               | opgave               | 49e            | 109e             | opgave          |                |                         |                               |  |              |
| 2025 | 106e          | opgave               | 91e            |                  |                 |                |                         |                               |  |              |

## Ploegen
- 2014 -  Lointek
- 2015 -  Lointek
- 2016 -  Lointek
- 2017 -  Lointek
- 2018 -  Movistar Team
- 2019 -  Movistar Team
- 2020 -  Movistar Team
- 2021 -  Movistar Team
- 2022 -  Movistar Team
- 2023 -  Movistar Team
- 2024 -  Lifeplus Wahoo

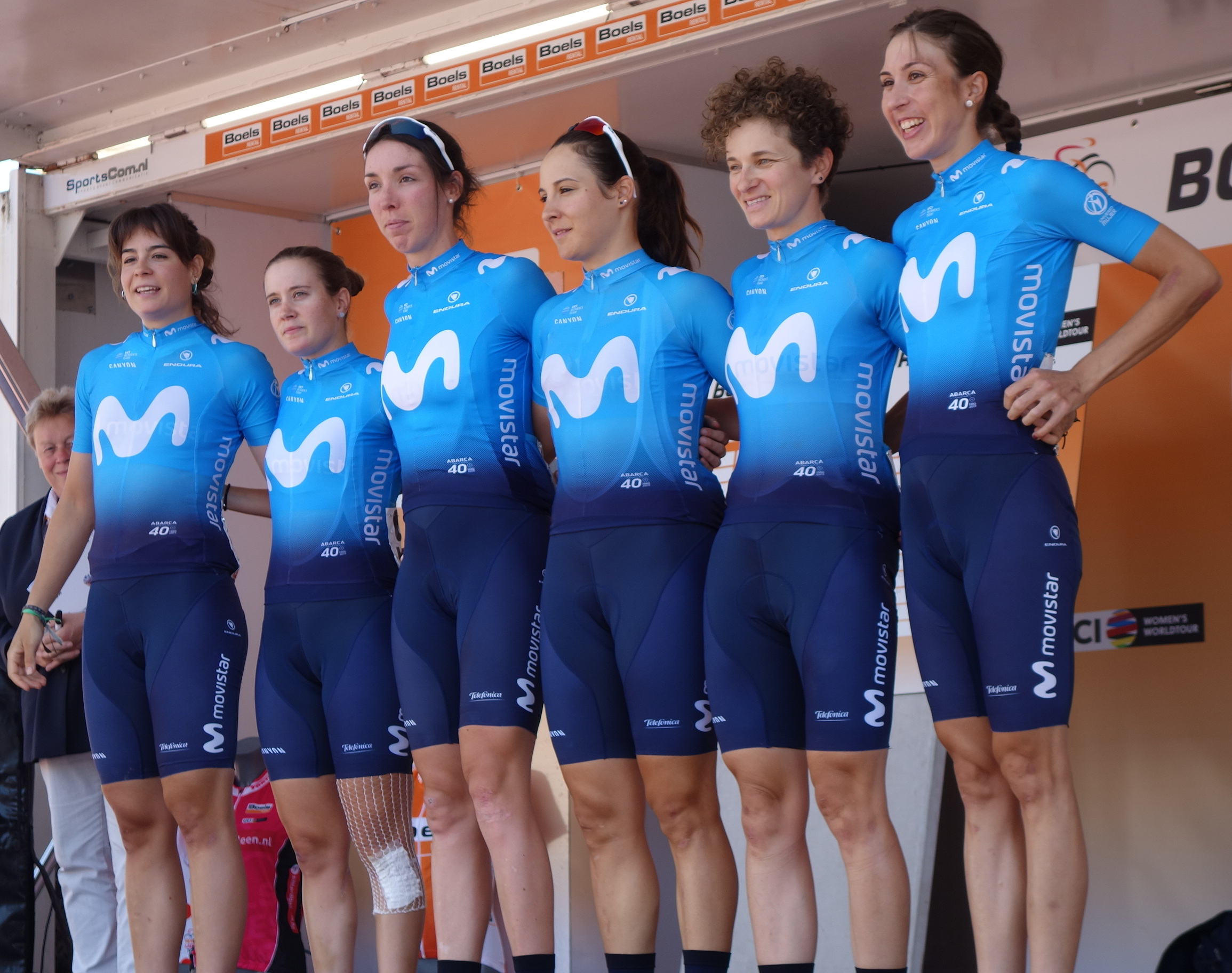
González Blanco (2e van links) met haar team Movistar in de Boels Ladies Tour 2019

- 2025 –  Saint Michel-Preference Home-Auber93

Biannic · García · González · Jasińska · Llamas · Merino · Neylan · Oyarbide · Rodríguez · Teruel
Biannic · Fournier · García · González · Gutiérrez · Jasińska · Llamas · Merino · Oyarbide · Rodríguez · Teruel
Aalerud · Biannic · Erić · González · Guarischi · Gutiérrez · Merino · Oyarbide · Rodríguez · Teruel
Aalerud · Biannic · Erić · González · Guarischi · Gutiérrez · Martín · Norsgaard · Oyarbide · Rodríguez · Teruel · Thomas · Van Vleuten
Aalerud · Biannic · Erić · Gigante · González · Guarischi · Gutiérrez · Martín · Norsgaard · Oyarbide · Patiño · Rodríguez · Sierra · Van Vleuten
Aalerud · Biannic · Bjerg · Erić · Gigante · González · Gutiérrez · Lippert · Mackaij · Martín · Meijering (vanaf 1/5) · Oyarbide · Patiño · Rodríguez · Sierra · Van Vleuten
Burlová (tot 20/9) · Franz · González · Harris · Jamieson · King · Leech · Richardson · Rysz · Söderqvist · Van der Wolf